# Tetraulax junodi
Tetraulax junodi är en skalbaggsart som beskrevs av Stefan von Breuning 1950. Tetraulax junodi ingår i släktet Tetraulax och familjen långhorningar. Inga underarter finns listade i Catalogue of Life.